# Алдунин, Николай Сергеевич
Никола́й Серге́евич Алду́нин (1 сентября 1956, посёлок Южная Ломоватка Ворошиловградской области — 9 сентября 2009 года, Москва, Россия) — российский художник, мастер микроминиатюры.
Родился в Украинской ССР. В течение 30 лет работал токарем на заводе «Тяжпромарматура» в Алексине Тульской области. В 2002 году переселился в Москву и занялся микроминиатюрой. Инструменты и необходимое оборудование изготовил самостоятельно. За 6 лет создал около 30 произведений. Умер в Москве от осложнений после операции по поводу панкреатита, похоронен в Алексине.
В числе его работ: танк Т-34 размером с яблочное семечко, состоящий из более чем 200 деталей, сделанный из чистого золота и описанный как «точная копия реального танка»; золотое седло и подковы для блохи; караван верблюдов в игольном ушке.
Произведения Алдунина хранятся в музеях Москвы, Тулы, в частных коллекциях.